# Brian Manning
| Odkryte planetoidy: 19 | Odkryte planetoidy: 19 |
| ---------------------- | ---------------------- |
| (4506) Hendrie         | 24 marca 1990          |
| (4751) Alicemanning    | 17 stycznia 1991       |
| (6156) Dall            | 12 stycznia 1991       |
| (6191) Eades           | 22 listopada 1989      |
| (7239) Mobberley       | 4 października 1989    |
| (7465) Munkanber       | 31 października 1989   |
| (7519) Paulcook        | 31 października 1989   |
| (7573) Basfifty        | 4 listopada 1989       |
| (8166) Buczynski       | 12 stycznia 1991       |
| (8545) McGee           | 2 stycznia 1994        |
| (8914) Nickjames       | 25 grudnia 1995        |
| (10381) Malinsmith     | 3 września 1996        |
| (10515) Old Joe        | 31 października 1989   |
| (10538) Torode         | 11 listopada 1991      |
| (15347) Colinstuart    | 26 października 1994   |
| (24728) Scagell        | 11 listopada 1991      |
| (52633) Turvey         | 30 listopada 1997      |
| (69273) 1989 TN1       | 4 października 1989    |
| (100690) 1997 YY6      | 25 grudnia 1997        |

Brian G.W. Manning (ur. 14 maja 1926 w Birmingham, zm. 10 listopada 2011 w domu opieki Nightingales w Worcestershire) – angielski astronom amator.
W latach 1989–1997 odkrył 19 planetoid. Zajmował się też astrometrią komet. W uznaniu jego pracy jedną z planetoid nazwano (3698) Manning.